# Malportas Pond
Malportas Pond je slano jezero na sjevernoj obali Velikog Kajmana, Kajmanski otoci, u blizini sela North Side. Ima površinu od 44 ha i poput obližnjih ribnjaka Rock and Point, važno je područje za gniježđenje ptica močvarica. Lokalni farmer Willie Ebanks uveo je antilske utve (Dendrocygna arborea) u jezerce 1990. godine, a također ima populacije čaplji, ptica iz roda Gallinula i liski. Dio je Središnjeg močvarnog područja Mangrove važnog područja za ptice, koje je BirdLife International identificirao kao takvo jer podržava populacije ptica močvarica.